# Ectopsocus californicus
Ectopsocus californicus är en insektsart som först beskrevs av Banks 1903.  Ectopsocus californicus ingår i släktet Ectopsocus och familjen rektangelstövsländor. Inga underarter finns listade i Catalogue of Life.